# Lightning de London
Le Lightning de London est une franchise de basket-ball basée à London, Ontario et faisant partie de la Ligue nationale de basketball du Canada.

## Histoire
L'annonce de la création de la franchise du Lightning de London est effectuée le 12 août 2011. Le 17 août 2011, l'ancien basketteur et entraîneur des Patroons d'Albany et du Sill Cavalry de Lawton-Fort Michael Ray Richardson devient le premier coach de l'histoire du Lightning. Le Lightning remporte son premier titre de champion de la Ligue nationale de basketball du Canada en 2012, battant en finale les Rainmen de Halifax 116-92 le 25 mars 2012 au John Labatt Centre lors de la dernière rencontre d'une série de cinq matchs. Le club réalise le doublé la saison suivante en battant en finale le Storm de Summerside 3 manches à 1.

## Palmarès
- Vainqueur de la Ligue nationale de basketball du Canada : 2012, 2013, 2017, 2018.